# Абдулка
Абду́лка — посёлок в Ашинском районе Челябинской области России. Входит в состав Точильнинского сельского поселения. Расположен на границе с Башкортостаном.

## География
Через посёлок протекает река Аша. Расстояние до районного центра Аши 8,4 км.
Расположена в западной части района, на берегу реки Аша. Рельеф гористый, в нескольких километрах к северо-востоку возвышается хребет Воробьиные горы, ближайшая к Абдулке высота - 168 метров. Местность лесистая (произрастают в основном липа и береза). 
Деревня связана автомобильными дорогами с соседними населёнными пунктами(Аша, Точильный). Расстояние до районного центра города Аши 9 км, до центра сельсовета посёлка Точильный - 9 км. 

## История
Деревня основана во 2-й половине 19 века. Деревня названа по имени первопоселенца башкира Абдулы — охотника и бортника. В советское время в Абдулке располагался участок Ашинского леспромхоза. В настоящее время производство остановлено. Жители деревни ведут натуральное хозяйство: разводят домашний скот, пчел, выращивают овощи.

## Население
| 2002 | 2010 |
| ---- | ---- |
| 13   | ↘12  |

По данным Всероссийской переписи, в 2010 году численность населения посёлка составляла 12 человек (6 мужчин и 6 женщин).
1970 г. – 38 человек 
1980 г. - 25 человек 
1990 г. - 24 человек 
1995 г.- 29 человек

## Улицы
В посёлке 15 домов, не относящихся ни к одной улице.